# Kindo Koysha
Kindo Koysha (aussi transcrit Kindo Koyisha ou Kindo Koyesha ; en wolaitta : Kinddo Koysha, en amharique : ኪንዶ ኮይሻ ወረዳ) est un woreda du sud de l'Éthiopie situé dans la zone Wolayita. Ce district a 104 564 habitants en 2007 et fait partie de la région des nations, nationalités et peuples du Sud jusqu'au transfert de la zone dans la région Éthiopie du Sud en août 2023. Son chef-lieu est Bale Hawassa, également connu sous le nom de Bele.
Le chef-lieu se trouve vers 1 200 m d'altitude 38 km à l'ouest de la capitale régionale Sodo,.
Le district s'étend vers l'ouest jusqu'à l'Omo qui le sépare de la zone Dawro de la région Éthiopie du Sud-Ouest.
| Gena Bosa    | Boloso Bombe | (Boloso Sore) |
| Loma         | Kindo Koysha | Damot Sore    |
| Kindo Didaye | Ofa          | Sodo Zuria    |

Le recensement national de 2007 fait état de 104 564 habitants dans le district dont 6% de citadins qui sont les 6 590 habitants du chef-lieu. Près de 80 % des habitants du district sont protestants, 17 % sont orthodoxes, 15 % sont catholiques et 1 % sont de religions traditionnelles africaines.
En 2022, sa population est estimée à 145 165 personnes avec une densité de population de 276 personnes par km2 et 526 km2 de superficie.

Paysage rural dans le district.
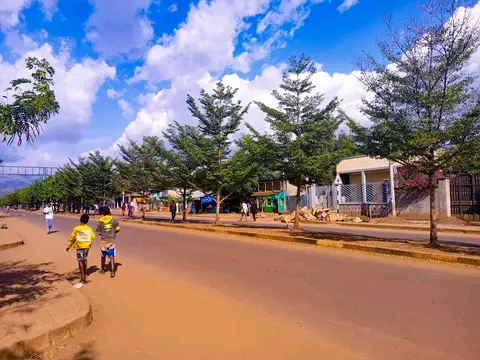
Avenue à Bale Hawassa.